# Vigna dolomitica
Vigna dolomitica är en ärtväxtart som beskrevs av Rudolf Wilczek. Vigna dolomitica ingår i släktet vignabönor, och familjen ärtväxter. Inga underarter finns listade i Catalogue of Life.